# 아미정
아미정(일본어: 阿見町 아미마치[*])은 일본 이바라키현 남부 이나시키군의 정이다.

## 역사
가스미가우라에 접하는 일부를 제외하면 밭농사가 중심인 농촌 지대로 미개지도 많았지만, 1921년에 해군이 가스미가우라 비행장을 개설해 다음 해 상향에 가스미가우라 해군 항공대가 개대되자 해군 항공의 땅으로 떠들썩하게 된다. 1929년에 체펠린 백호 비행선이 기항, 1931년에는 린드버그 부부가 아미의 땅을 방문하기도 했다. 1939년에는 가나가와현 요코스카시에서 소년 항공병 양성기관인 예과련이 쓰치우라 해군 항공대로 이전, 군가 「와카세노우타」로 알려지듯 해군 항공병 육성의 일대 거점이 된다. 이들 군사시설이 집중되어 있어 1944년부터 1945년에 걸쳐 연합군의 공습을 받았으며, 특히 1945년 6월 10일의 공습에서는 예과 연습생과 관계자 등 민군을 합쳐 300명 이상이 사망했다.
전후에는 구 해군 용지의 대부분이 히키아게샤에 의해서 개척되었고, 또 일부가 구제 가스미가우라 농과대학이나 쓰치우라 협동병원 분원, 쿄와 발효, 이세키 농기계 등에 충당되었다. 자위대가 설치됨에 따라 구 예과련 일대가 쓰치우라 주둔지·구 아사히무라에 가까운 일대가 가스미가우라 주둔지로서 다시 방위용지가 된다. 또한 1957년 8월 1일, 구 해군항공보급창 철거지에 방위청 기술연구소 토포시험장이 발족했다(2015년 10월 현재는 방위장비청 항공장비연구소 토포지소).
1955년 4월에 구 아미정·아사히촌·기미하라촌·후나시마촌(일부) 등 1정 3촌이 합병해 현재의 아미정의 정역이 성립하였다. 1970년대 이후에는 수도권이나 쓰쿠바 연구학원도시로의 통근자를 위한 주택 개발이 진행됨과 동시에 공업단지 조성과 공장 유치에 집중했다. 또 가스미가우라 농과대학의 후신인 이바라키 대학 농학부에 가세해 이바라키 현립 의료대학이 개학하는 등 학생 마을의 성격도 가지고 있다. 주요 간선도로변에 로드사이드 점포 개업도 진행되어, 2009년 7월 9일에는 수도권 중앙 연락 자동차도 아미히가시 IC 부근에 아미 프리미엄 아울렛이 개점했다.
2006년에 이웃한 이나시키군 미우라촌과의 합병과 시로 승격(가칭 '가스미난시')이 검토되었으나, 미우라촌 주민투표에서 반대가 많아 백지화되었다.
2023년 11월 1일 기준으로 인구는 5만 명을 돌파하여 아미시로 승격할 예정이다. 이후 2025년 국세조사를 거쳐 2026년 중 시 승격을 목표로 하고, 시 승격을 위해 전문부서를 설치하여 준비를 진행하겠다고 밝혔다.
- 1945년 5월 7일 - 아미촌이 아미정으로 승격되었다.
- 1955년 4월 1일 - 옛 아미정을 포함한 1정 3촌이 합병해 현재의 아미정의 정역이 되었다.
- 2006년 - 이나시키군 미호촌과의 합병이 검토되었지만 미호촌 주민들의 반대로 무산되었다.
- 2027년 11월 1일 - 시로 승격할 예정임을 공식 발표했다.

## 인구
| 연도 | 인구   | ±%     |
| ---- | ------ | ------ |
| 1950 | 20,859 | —      |
| 1960 | 22,326 | +7.0%  |
| 1970 | 24,904 | +11.5% |
| 1980 | 33,720 | +35.4% |
| 1990 | 42,192 | +25.1% |
| 2000 | 46,922 | +11.2% |
| 2010 | 47,940 | +2.2%  |
| 2020 | 48,553 | +1.3%  |

## 교통

### 철도
정 서부를 JR 조반선이 지나고 있지만 역은 없다. 쓰치우라시의 아라카와오키역과 쓰치우라역, 우시쿠시의 히타치노우시쿠역이 가장 가까운 역이다.

### 도로
- 수도권 중앙 연락 자동차도
- 국도 125호선